# 櫻花，大家一起來品嚐
《櫻花，大家一起來品嚐》（日语：桜、みんなで食べた）是日本女子偶像團體HKT48的第三張單曲唱片，於2014年3月12日由日本環球音樂發行。以櫻花作為作品名的此單曲，是HKT48第一首針對日本的畢業季（每年四月）所推出的應景歌曲。如同先前所推出的兩張單曲，此張作品也是採取一作多版本的發行方式，共推出四種不同的版本。

## 簡介
HKT48的第三張單曲之發行時間，最早是在2014年1月19日時，於該團體的九州巡迴演唱會之第四站、鹿兒島站的夜間場次公演中，由兼任劇場經理的成員指原莉乃在舞台上宣布，但當時歌曲的名稱尚未決定。
之後，在同一個巡迴演唱會的第六站，於2月8日舉行的長崎公演中，指原再度於活動末尾的安可時段登台，宣布新作的曲名《櫻花，大家一起來品嚐》與參與新單曲演唱的16名選拔成員。在宣布名單時，自從劇場出道後就備受歌迷乃至於姊妹團體的前輩們注目的兩名小學生成員、3期研究生田中美久與矢吹奈子被叫到時，引起了現場觀眾一片驚嘆。除此之外，名單中最後一個被喊到的是曾一度在第二張單曲《哈密瓜汁》中落選的Team H成員、因為綜藝表現能力而頗具知名度的中西智代梨，當她走到舞台上時現場的聽眾投予了大聲的歡呼，中西本人也因此當場喜極而泣。在曲名與名單宣布之後，選拔成員演唱了此曲作為安可曲，是新曲首度公開。
2月14日，HKT48獲邀參與朝日電視台頗負盛名的音樂節目《Music Station》演出，這也是該團體首次單獨在此節目的演出紀錄。在節目中HKT48在攝影棚內現場表演了《櫻花，大家一起來品嚐》，是該曲在日本的無線電視頻道上的首度公開。至於單曲MV，則是在HKT48於2月19日舉行的定期劇場公演結束時，首度對外公開，並於隔日的2月20日公開各版本的詳細收錄曲目與內容。
除了負責唱片同名主打A面曲演唱的選拔組成員外，有別於HKT48的前兩張專輯是以兩個分別命名為「甘口姬」（あまくち姫）與「旨口姬」（うまくち姫）、由宮脇咲良與兒玉遙領軍的小分隊負責演唱收錄於Type-A與Type-B版本第三音軌中的B面曲之作法，由於《櫻花，大家一起來品嚐》是HKT48的第二個分隊Team KIV宣布要成立之後的第一張新單曲，因此首度改以分隊為單位，分別由Team H、Team KIV與研究生作為Type-A、-B與-C三版本第二B面曲的演唱者。

## 版本與收錄內容
如同HKT48乃至於整個AKB48集團一作品多版本發行的慣例，《櫻花，大家一起來品嚐》共有Type-A、Type-B、Type-C與劇場盤四個收錄內容不盡相同的發行版本，其中前三者為標準發行版本，劇場盤則只能透過角川集團所屬的網路郵購網站Chara-ani（キャラアニ）登記預購，是限量發行的版本。四個版本除了與單曲唱片同名的A面曲之外，各自收錄有不同的搭配B面曲。另外，Type-A、-B、-C三版尚分為單曲發行初期限量銷售的「初回限量」版本與之後持續發行的一般版，二版本之間最主要的差異在於初回限量版額外附贈了全國握手會參加券與背面印了成員宣傳照、實際上可當作交換卡片收集的口袋學生曆在內，限期有效或限量供應的特典（特別贈品）產品，而一般版則無。

### Type-A
收錄了Team H演唱曲《已讀無視》的Type-A，其唱片封面是由單曲選拔組中的多田愛佳、指原莉乃、森保圓（森保まどか）、宮脇咲良、村重杏奈、本村碧唯、田島芽瑠與朝長美櫻等8人共同拍攝。
此版本的收錄內容包括：
CD
1. 《櫻花，大家一起來品嚐》（桜、みんなで食べた）
2. 《你怎麼了？》（君はどうして?）
3. 《已讀無視》（既読スルー，Team H演唱曲）
4. 《櫻花，大家一起來品嚐》純配樂（Instrumental）版
5. 《你怎麼了？》純配樂版
6. 《已讀無視》純配樂版

DVD
1. 《櫻花，大家一起來品嚐》MV
2. 《已讀無視》MV
3. 特典影片：「HKT48《哈密瓜汁》發售紀念 大保齡球大會」（HKT48 メロンジュース発売記念　大ボウリング大会）前編

### Type-B
收錄了Team KIV演唱曲《與前男友的哥哥交往這回事》（昔の彼氏のお兄ちゃんとつき合うということ）的Type-B，其唱片封面是由單曲選拔組中的兒玉遥、指原莉乃、松岡菜摘、秋吉優花、田島芽瑠、朝長美櫻、淵上舞等7人共同拍攝。
此版本的收錄內容包括：
CD
1. 《櫻花，大家一起來品嚐》
2. 《你怎麼了？》
3. 《與前男友的哥哥交往這回事》（昔の彼氏のお兄ちゃんとつき合うということ，Team KIV演唱曲）
4. 《櫻花，大家一起來品嚐》純配樂版
5. 《你怎麼了？》純配樂版
6. 《與前男友的哥哥交往這回事》純配樂版

DVD
1. 《櫻花，大家一起來品嚐》MV
2. 《與前男友的哥哥交往這回事》MV
3. 特典影片：「HKT48《哈密瓜汁》發售紀念 大保齡球大會」後編

### Type-C
收錄了研究生演唱曲《請你記得》（覚えてください）的Type-C，其唱片封面是由單曲選拔組中的穴井千尋、兒玉遥、中西智代梨、宮脇咲良、田島芽瑠、田中美久、朝長美櫻與矢吹奈子等8人共同拍攝。
此版本的收錄內容包括：
CD
1. 《櫻花，大家一起來品嚐》
2. 《你怎麼了？》
3. 《請你記得》（覚えてください，研究生演唱曲）
4. 《櫻花，大家一起來品嚐》純配樂版
5. 《你怎麼了？》純配樂版
6. 《請你記得》純配樂版

DVD
1. 《櫻花，大家一起來品嚐》MV
2. 《櫻花，大家一起來品嚐》拍攝過程影片（Making Video）
3. 特典影片：「HKT48 3期生與選秀生 初次的全國握手會」（HKT48 3期生&ドラフト生 はじめての全国握手会）

### 劇場版
在單曲上市初期限量發行的劇場版與其他版本最大的不同點，在於其並沒有附贈影片DVD，與收錄了一首其他版本沒有收錄的歌曲《因為喜歡你（博多腔版）》（君のことが好きやけん）。此版本的唱片封面是由單曲選拔組中的兒玉遥、指原莉乃、宮脇咲良、田島芽瑠與朝長美櫻5人共同拍攝。
此版本的收錄內容包括：
CD
1. 《櫻花，大家一起來品嚐》
2. 《你怎麼了？》
3. 《因為喜歡你（博多腔版）》（君のことが好きやけん）
4. 《櫻花，大家一起來品嚐》純配樂版
5. 《你怎麼了？》純配樂版
6. 《因為喜歡你（博多腔版）》純配樂版

## 歌曲與選拔成員
以下所有歌曲的參與成員所屬之分隊，皆是以單曲唱片内歌词本中所標記，也就是在2014年1月11日宣佈稱為「轉班」（クラス替え）的分隊成員名單異動之後各隊伍的編制狀態為準。

### 櫻花，大家一起來品嚐
主打A面曲、全版本皆有收錄的《櫻花，大家一起來品嚐》（桜、みんなで食べた）是一首以「別離」為主題、但曲風輕快的作品。同樣是由HKT48的製作人秋元康填詞，並由曾經替中島美嘉與剛力彩芽等人的單曲唱片譜曲的作曲家Ryosuke "Dr.R" Sakai創作搭配的樂曲，而負責編曲的則為經常與48集團合作的編曲家野中「MASA」雄一。
《櫻花，大家一起來品嚐》是HKT48與東京羽田機場的快速運輸系統經營業者——東京單軌電車（東京モノレール）異業合作的廣告企畫「羽田直達 單軌電車派」（羽田アクセス モノレール派）之電視廣告曲。除此之外，配合新曲的上市，自2月26日起由TBS電視台所播放的HKT48冠名綜藝節目《HKT48的御出掛》（HKT48のおでかけ!）也啟用了此曲作為節目的片尾曲。
參與新曲演唱的選拔組成員共有16人，並且由和前作《哈密瓜汁》相同的田島芽瑠、朝長美櫻兩人以雙中心成員（double center）的方式站在編舞隊形的前排中央。詳細的成員名單如下：
- Team H：秋吉優花、穴井千尋、兒玉遙、指原莉乃、田島芽瑠、中西智代梨、松岡菜摘
- Team KIV：多田愛佳、朝長美櫻、淵上舞、宮脇咲良、村重杏奈、本村碧唯、森保圓（森保まどか）
- 研究生：田中美久、矢吹奈子

在入選的成員中，田中美久與矢吹奈子是首度獲選參與HKT48單曲演唱的成員，但矢吹曾參與在2013年11日所發行的AKB48第34張單曲《倘若在梧桐樹什麼的》之Type-H版本所收錄的第二B面曲《眨眼3次》（ウインクは3回）的演唱，並在全由HKT48成員演唱的該曲之MV中擔任舞蹈陣型的center，有演出MV的經驗。除了田中與矢吹外，中西智代梨是唯一一個未參與過上張單曲演唱的成員，其先前的參與紀錄是2013年3月20日發行的HKT48出道單曲《喜歡！喜歡！小跳步！》（スキ!スキ!スキップ!）。

### 你怎么了？
《你怎么了？》（君はどうして?）是本單曲唱片的主要B面曲，與主打歌同樣被收錄於全版本的唱片中，由秋元康作詞，後藤次利作曲并編曲。這首歌是常盤薬品工業旗下的含豆乳成份化妝品、由指原莉乃代言的「柔滑美肌本舖 豆乳異黃酮」（なめらか本舗 豆乳イソフラボン）的電視廣告「闪亮的美白肌肤篇」（美白肌は輝く編）之廣告配樂。參與此曲演唱的成員名單與《櫻花，大家一起來品嚐》完全相同，且如同HKT48前兩張單曲中的主要B面曲發行慣例，此曲並沒有另行拍攝對應的MV。

### 已讀無視
只有Type-A版本收錄的《已讀無視》是首由秋元康作詞，曾替水樹奈奈譜曲的吉他手伊藤寬之作曲，並由經常與48集團合作的作曲家佐佐木裕編曲。參與此曲演唱的是即將在單曲唱片發行後正式生效的新一代Team H之全體成員，因此包含站在此曲center位置的田島芽瑠在內，有超過半數的成員在錄製唱片時仍然是研究生的身份。此曲的搭配MV是在攝影棚之內使用特殊的環景攝影機繞著棚內拍攝，因此從片頭一直到結束背景畫面都是連續進行沒有中斷，再以電腦影像處理方式讓成員的影像重疊於背景之上，而產生獨特的視覺效果。
詳細的參與成員名單如下：
- Team H：穴井千尋、兒玉遥、指原莉乃、田中菜津美、中西智代梨、松岡菜摘、若田部遥、秋吉優花、井上由莉耶、梅本泉、岡本尚子、神志那結衣、駒田京伽、坂口理子、田島芽瑠、山田麻莉奈

在名單中，秋吉優花雖然有參與唱片的錄製，但卻因病請假未能參與MV的拍攝，而沒有出現在影片中。

### 與前男友的哥哥交往這回事
只有收錄於Type-B版本的《與前男友的哥哥交往這回事》（昔の彼氏のお兄ちゃんとつき合うということ）是已經宣布成立、但還沒正式開始活動的新分隊Team KIV第一首原生作品，由秋元康作詞，Mr.BLACKHOLE（黑洞先生）作曲與編曲。在此曲MV中是以宮脇咲良、朝長美櫻兩人以雙center方式站在隊形的前排中央。此曲的MV與主打單曲同樣是以校園作為背景，並加入了櫻花與別離這類畢業季的應景元素。如同很多48集團的MV作品同樣、此曲的MV劇情與歌詞本身並無直接關連，MV是以故事劇情與歌唱舞蹈兩個部分交錯編輯而成，其中劇情的部分很少見的使用了倒帶逆播的方式呈現，在故事中宮脇咲良扮演因轉學要離開的學生，所以畫面是從故事結局處宮脇道別離開的那一幕開始逆播。
雖然原本應是由全體Team KIV成員參與此曲錄製與MV拍攝，但因歌曲在錄製完成到唱片發行這段期間HKT48曾有過幾次突然的人員更動，因此參與名單與分隊的成員名單並不一致。在這之中原訂從研究生升格至Team KIV的谷真理佳，因在唱片發行前的2014年2月間被調動至姊妹團體SKE48的Team E，因此雖然以預定升格的HKT48研究生身份參與了歌曲錄製與影片拍攝，但唱片實際發行時卻已不是HKT48成員。另外，伊藤來笑、岩花詩乃、草場愛、深川舞子四人雖然在唱片發行時已經公告將升格為Team KIV正式成員，但因製作期的時間差反而是參與了研究生分隊的歌曲錄製。狀況類似的還有另一位Team KIV創團成員，在唱片發行時已公告將會加入Team KIV、但尚未來得及趕上歌曲錄製的兼任成員——SKE48 Team E的木本花音。
詳細的參與成員名單如下：
- Team KIV：植木南央、多田愛佳、熊澤世莉奈、下野由貴、宮脇咲良、村重杏奈、本村碧唯、森保圓、今田美奈、岡田栞奈、後藤泉、谷真理佳[註 4]、田中優香、冨吉明日香、朝長美櫻、淵上舞

### 請你記得
只有Type-C版本收錄的 《請你記得》（覚えてください）一曲是由所有在唱片錄製時尚未被編入Team H與Team KIV的研究生所共同演唱的歌曲。有別於Type-A與-B中所收錄的另外兩首隊曲，研究生分隊所演唱的此曲並沒有拍攝對應的MV。
詳細的參與成員名單如下：
- 研究生：荒巻美咲、伊藤來笑、岩花詩乃、宇井真白、上野遙、草場愛、栗原紗英、坂本愛玲菜、田中美久、筒井莉子、深川舞子、外薗葉月、矢吹奈子、山內祐奈、山下愛蜜莉（山下エミリー）

### 因為喜歡你
收錄於劇場版中的《因為喜歡你》（君のことが好きやけん）一曲是此張單曲唱片中唯一並非新曲的作品，其原曲為收錄在AKB48第14張單曲《RIVER》中、由秋元康作詞、織田哲郎作曲的B面曲《因為喜歡你》（君のことが好きだから），但在將曲名與部分歌詞改成博多腔之後，用作Team H的「博多傳奇」（博多レジェンド）公演曲目之一，並在此次首度收錄作為單曲唱片的B面曲。參與此曲演唱的成員名單與《櫻花，大家一起來品嚐》完全相同，且因為劇場版並不附DVD，因此此曲並沒有另行拍攝對應的MV。

## 外部連結
- HKT48官方YouTube频道公开播放影片：
  - YouTube上的《櫻花，大家一起來品嚐》預覽MV
  - YouTube上的《已讀無視》MV（short ver.）
  - YouTube上的《與前男友的哥哥交往這回事》MV（short ver.）

- 《櫻花，大家一起來品嚐》唱片介紹頁（HKT48官方網站）（日語）

- 日本環球唱片作品介紹頁（日語）：
  - Type-A （页面存档备份，存于）
  - Type-B （页面存档备份，存于）
  - Type-C （页面存档备份，存于）
- 單曲宣傳街宣車
  - YouTube上的在澀谷行走的《櫻花，大家一起來品嚐》街宣車